# Avtolik
Avtolik [avtólik] (starogrško Αυτόλυκος ὁ Πιταναίος, latinizirano: Autólikos hó Pitanaíos), starogrški matematik, astronom in geograf, * okoli 360 pr. n. št. Pitana, antična pokrajina Bitinija, Mala Azija, † okoli 295 pr. n. št.

## Življenje in delo
Skupaj z Aristarhom in Evklidom ga je navajal Papos v šesti knjigi svoje Zbirke (Synagoge).
O njegovem življenju ni znanega nič, čeprav je bil Aristotelov sodobnik in je končal svoja dela v Atenah med letoma 335 in 300 pr. n. št. Evklid je navajal nekaj Atolikovih del. Znano je tudi, da je Avtolik učil filozofa Arkesilaja. Ohranili sta se Avtolikovi knjiga o sferah z naslovom O gibajoči sferi in O vzidih in zahodih nebesnih teles. Njegova dela je v 16. stoletju v latinščino prevajal Maurolico.

## Priznanja
Poimenovanja
Po njem se imenuje krater Avtolik (Autolycus) na Luni.